# Loyset Compère
Loyset Compère, född cirka 1445, död 16 augusti 1518, var en fransk tonsättare. Han var en av de första musikerna att introducera den så kallade lätta italienska renässansmusiken i Frankrike. En av hans mest kända sånger är Désir d'aymer.